# Lycée Émile-Zola de Châteaudun
Pour les articles homonymes, voir Lycée Émile-Zola.
Le lycée Émile-Zola est un établissement d'enseignement secondaire et supérieur de l'académie d'Orléans-Tours situé à Châteaudun au 26, rue de Civry, dans le département d'Eure-et-Loir, en région Centre-Val de Loire.
Le lycée fait partie de la cité scolaire Émile-Zola qui comporte également le collège Émile-Zola.

## Histoire

### De l'ancien collège au lycée
L'actuel lycée Émile-Zola a été construit au début des années 1950. Il remplace l'ancien collège situé depuis 1814 rue Toufaire, lui-même issu du premier collège fondé en 1582 dans le quartier Saint-Lubin.
Le 29 mai 1947, la municipalité de Châteaudun achète la vaste propriété du Bel-Ebat à Mme Dognon pour la somme de 5,5 millions de francs . Le 19 mai 1948, le conseil municipal décide de construire le collège dans la propriété du Bel ébat. Le nouveau Collège Moderne et Classique est inauguré le dimanche 1er mars 1953.

### Le lycée depuis sa construction
Depuis sa construction au début des années 1950 le lycée a connu des agrandissements successifs. Les années 1990 constituent la période de transformation la plus importante, la Région prenant en charge au 1er janvier 1986 les équipements des lycées, en application de la première phase des Lois de décentralisation. 
De 1986 à 2000, plusieurs aménagements majeurs sont réalisés dans l'enceinte du lycée : 
- Construction du bâtiment D achevé en 1987[4].
- Travaux de restructuration du self et construction de la cafétéria.
- Construction d'un nouvel internat dans le parc[5].
- Construction du gymnase du lycée équipé de son mur d'escalade..
- Installation de l'administration et de la salle des professeurs dans les anciens dortoirs des filles[6].
- Aménagement d'une salle informatique et du centre de documentation et d'information et rénovation du bâtiment A[7].

### Liste des proviseurs
- David Elleaume (depuis septembre 2023)
- Christian Jolivet (2020-2023)
- Nicolas Sibenaler (2013-2020)
- Gérard Boulet (2009-2013)
- Francis Triquet (2004-2009)
- Odile Grange (2002-2004)
- M. Gateau (1996-2002)
- M. Emirine (1995)
- M. Ollier (1991-1994)
- Mme Chevalier (1991)
- M. Belier (1982-1987)
- M. Boisvert (1973-1975)
- M. Le Mesle (1964-1969).

## Patrimoine

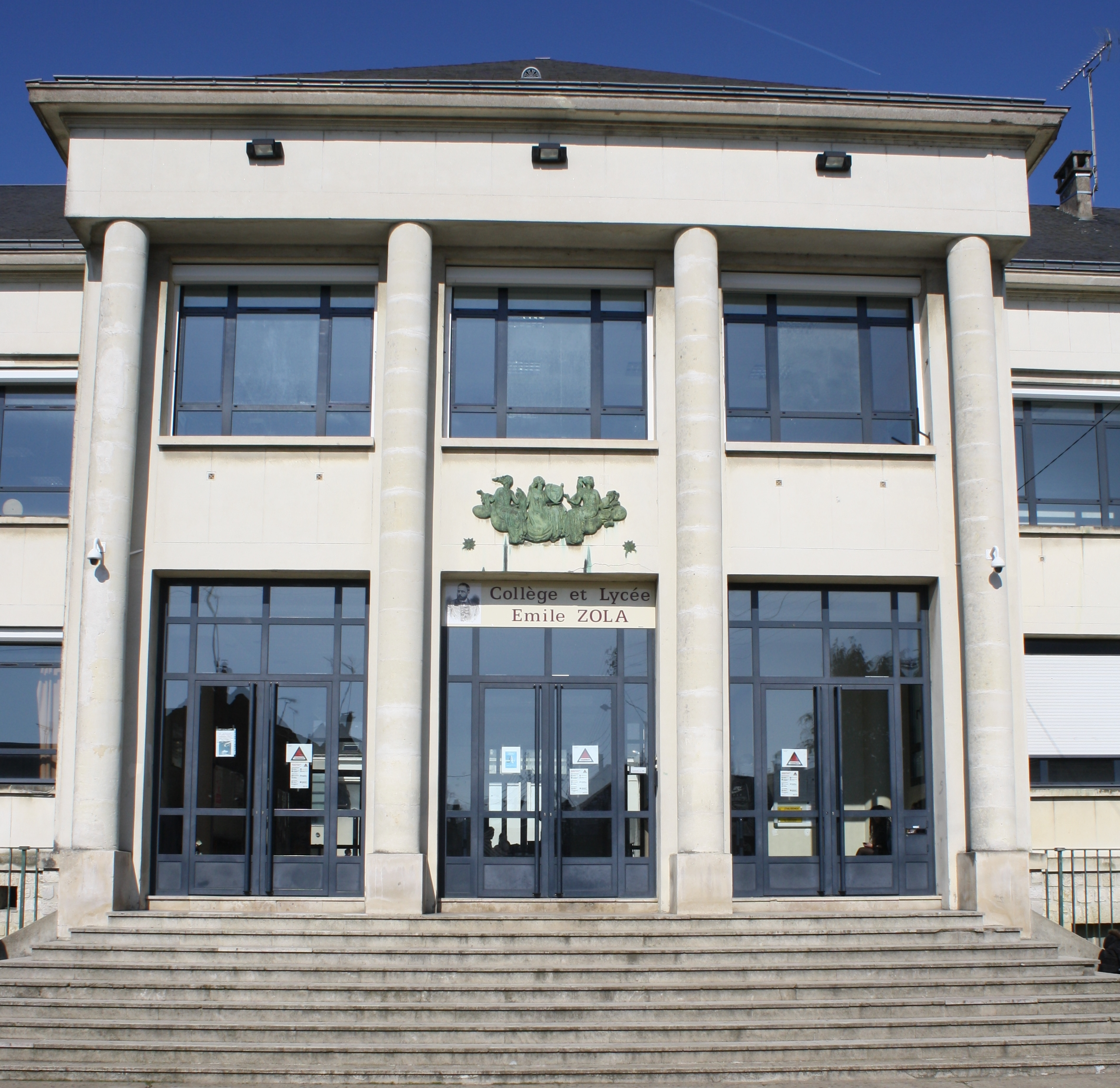
Entrée du lycée.

Les travaux de décoration du collège (actuel lycée) ont commencé le 28 juin 1955. Ces travaux ont été décidés par le conseil municipal le 23 novembre 1952 et approuvés par le préfet d'Eure-et-Loir le 21 juin 1955. Le 3 novembre 1952, le conseil municipal choisit les artistes Tomas Divi pour la peinture et Guy-Charles Revol pour la sculpture, pour l'exécution des travaux d'art, « tous deux ayant des attaches dunoises et s'étant acquis l'estime générale par la valeur de leurs œuvres ». 
Grâce à la disposition légale du 1 % artistique, trois œuvres ont été créées et installées au début des années 50 dans l'enceinte du lycée :
- Un bas-relief sculpté par Guy-Charles Revol : Ce bas-relief en bronze est situé sur le fronton extérieur de la façade principale du lycée. Il symbolise « de la gauche vers la droite, les Arts, les Sciences et les Lettres collège moderne et classique ».
- Une statue, exécutée par le même artiste, représente un Apollon enseignant : elle a été créée pour « affirmer la liaison entre le parc et le collège, et caractérise le côté classique des études et le côté de l’enseignement oral »[9].
- Une fresque allégorique peinte par Tomas Divi retrace l'histoire du Collège depuis ses origines : « Les personnages symbolisent le Roi Henri III, fondateur du Collège de Châteaudun en 1582, accompagné de quelques artistes de la Pléiade, remettant les clés de l'Établissement aux notabilités de la Ville en présence du Corps Enseignant. À gauche, l'entrée du collège actuel datant de 1814, ainsi que l'indique la date sur le fronton. À droite, esquisse du nouveau Collège qui vient d'être construit. Au centre, la Vallée du Loir, et le soleil figurant aussi symboliquement le rayonnement de la pensée grâce à l'enseignement dans l'établissement »[9].

## Effectifs et résultats

### L'évolution des effectifs
Le lycée compte 957 élèves inscrits pour l'année scolaire 2015-2016 qui se répartissent en 11 classes de seconde, 8 classes de 1re,  8 classes de Terminales et 1 classe de BTS assistant de gestion PME-PMI.
| Années      | 2de | 1re | Tle | BTS | Total élèves | Années      | 2de | 1re | Tle | BTS | Total élèves |
| ----------- | --- | --- | --- | --- | ------------ | ----------- | --- | --- | --- | --- | ------------ |
| 1972 - 1973 | 149 | 118 | 76  | -   | 343          | 1999 - 2000 | 257 | 230 | 245 | -   | 732          |
| 1973 - 1974 | 133 | 111 | 152 | -   | 296          | 2000-2001   | 290 | 231 | 239 | -   | 760          |
| 1974 - 1975 | 156 | 105 | 115 | -   | 376          | 2003-2004   | 275 | 250 | 250 | 15  | 790          |
| 1975 - 1976 | 181 | 116 | 96  | -   | 393          | 2004-2005   | 254 | 248 | 250 | 7   | 759          |
| 1976 - 1977 | 204 | 148 | 118 | -   | 470          | 2005-2006   | 276 | 298 | 237 | 8   | 719          |
| 1977 - 1978 | 203 | 159 | 135 | -   | 497          | 2006-2007   | 302 | 221 | 211 | 18  | 752          |
| 1978 - 1979 | 225 | 152 | 154 | -   | 531          | 2007-2008   | 282 | 248 | 234 | 13  | 777          |
| 1979 - 1980 | 238 | 169 | 160 | -   | 567          | 2008-2009   | 281 | 288 | 295 | 10  | 890          |
| 1981 - 1982 | 209 | 198 | 177 | -   | 584          | 2009-2010   | 300 | 247 | 251 | 12  | 810          |
| 1982 - 1983 | 202 | 186 | 204 | -   | 592          | 2010-2011   | 263 | 251 | 221 | 31  | 766          |
| 1983 - 1984 | 213 | 165 | 204 | -   | 582          | 2011-2012   | 276 | 239 | 229 | 16  | 760          |
| 1985 - 1986 | 269 | 191 | 198 | -   | 658          | 2012-2013   | 290 | 207 | 227 | 35  | 759          |
| 1987 - 1988 | 310 | 209 | 222 | -   | 741          | 2013-2014   | 259 | 237 | 192 | 37  | 725          |
| 1994 - 1995 | 302 | 293 | 259 | -   | 854          | 2014-2015   | 346 | 256 | 236 | 34  | 872          |
| 1995 - 1996 | 324 | 250 | 298 | -   | 872          |             |     |     |     |     |              |
| 1996 - 1997 | 288 | 293 | 248 | -   | 829          |             |     |     |     |     |              |
| 1997 - 1998 | 287 | 246 | 269 | -   | 802          |             |     |     |     |     |              |
| 1998 - 1999 | 248 | 253 | 235 | -   | 736          |             |     |     |     |     |              |

### Évolution des résultats obtenus au baccalauréat.
Le taux de réussite au baccalauréat en 2014-2015 toutes filières confondues est de 97 %. L'évolution des résultats depuis 2008 se décompose ainsi.
| Années | Toutes filières | L     | ES    | S    | STMG | STI2D |  |
| ------ | --------------- | ----- | ----- | ---- | ---- | ----- |  |
| 2008   | 90%             | 70 %  | 95 %  | 96 % | 83 % | -     |  |
| 2009   | 90 %            | 92 %  | 93%   | 93%  | 82 % | -     |  |
| 2010   | 87 %            | 95 %  | 95 %  | 92 % | 85 % | -     |  |
| 2011   | 92 %            | 100 % | 85 %  | 93 % | 96 % | -     |  |
| 2012   | 97 %            | 96 %  | 100%  | 96 % | 98 % | -     |  |
| 2013   | 98 %            | 100 % | 98 %  | 95 % | 98 % | 100 % |  |
| 2014   | 97 %            | 92 %  | 100 % | 96 % | 98 % | 100 % |  |

## Filières

### Les enseignements d'exploration (EEX) en classe de seconde[12]
Le lycée Émile Zola propose différents EEX en classe de 2nde, tout d’abord un premier enseignement d’exploration qui est obligatoire (SES ou PFEG) puis selon l'enseignement obligatoire retenu, un second à choisir parmi une liste plus étoffée. 
| - 1er enseignement proposé : S.E.S : sciences économiques et sociales 1H30 hebdomadaire             | Un deuxième enseignement parmi : - P.F.E.G en anglais (section européenne anglaise) - M.P.S (méthodes et pratiques scientifiques) - Sciences et Laboratoire - Sciences de l'ingénieur - Création et innovation technologique - Littérature et Société - Art du son - Art du visuel - Art du spectacle - Latin - Grec |
| - Second enseignement proposé : P.F.E.G : Principes fondamentaux économie gestion 1H30 hebdomadaire | Un deuxième enseignement parmi : - M.P.S (méthodes et pratiques scientifiques) - Sciences de l'ingénieur - Création et innovation technologique - Couplage SI (Sciences de l'ingénieur) et CITEC (enseignement de création et d’innovation technologique) - Latin - Grec                                             |

### Les séries en classe de Première et de Terminales
| Séries générales | Séries technologiques |  |
| --- | --- |  |
| - Série littéraire (L) Options (obligatoires) : mathématiques ; littérature anglaise ; arts plastiques ; latin - Série économie et sociale (E.S) Options (obligatoires) : mathématiques ; sciences sociale et politique. - Série scientifique (S) Options (obligatoires) : mathématiques ; physique-chimie ; sciences et vie de la terre | - Série S.T.M.G (sciences technologies du management et de la gestion) Options (obligatoires) : mercatique ; gestion et finance ; ressources humaines et communication - Série S.T.I.2.D (sciences et technologies industrielles du développement durable) Option (obligatoire) : systèmes d’information et numérique (s.i.n) |  |
| Une option facultative unique parmi : - Théâtre - Éducation musicale - Arts plastiques - Latin - Grec - Section européenne espagnole avec histoire géographie en espagnol + 1h d'espagnol européen. | |  |

### Le BTS Assistant de Gestion PME-PMI[13]
Le lycée accueille depuis 2004 une formation post-bac de technicien supérieur d'assistant de gestion PME-PMI. Il s'agit d'un BTS en alternance sous statut scolaire. Il comprend :
- Une formation professionnelle : relation avec la clientèle et les fournisseurs ; communication ; ressources humaines ; gestion du système d’information et des ateliers professionnels. (14 h)
- Une formation générale : français, langues vivantes. (7 h)
- Une formation économique : management ; économie et droit. (7 h)
- Une formation concrète sur le terrain :
  - 1re année : 2 jours par semaine en entreprise (de novembre à avril) et 6 semaines consécutives (mai-juin)
  - 2e année : 2 jours par semaine en entreprise (de septembre à décembre) et 6 semaines consécutives (janvier-février).

Quatre épreuves sont évaluées lors de Contrôle en cours de formation (CCF) et le reste en évaluation ponctuelle à la fin de la deuxième année.

## Activités du lycée
Activités sportives
L’association sportive (AS) propose plusieurs activités sportives, qui se déroulent généralement le mercredi après-midi, comme le volley, le fitness, l’escalade, le badminton, le handball, le futsal et la musculation dans le but de s’initier ou de se perfectionner et de participer aux différentes compétitions sportives de l'Union nationale du sport scolaire (UNSS).
Activités culturelles
Plusieurs clubs et activités culturelles sont proposées au lycée, à l'initiative de groupes d'élèves, de professeurs ou de la Maison des lycéens (MDL), association gérée directement par les élèves de 16 ans ou plus, ayant pour rôle de participer au développement de la vie sociale, culturelle et sportive dans l'établissement.
- Club physique chimie.
- Club manga : culture japonaise, dessins, animations.
- Un bal de promo.
- Le carnaval, initié par l'ancien foyer socio-éducatif (FSE) en 2010, est désormais organisé par la MDL.
- Un café-philo.
- Des activités ponctuelles : un flash mob, une journée habillée d’une couleur unique, un concours du meilleur déguisement de Halloween, participation à la fête lycéenne des arts et de la culture (FLAC).